# Cyprus Airways (1947-2015)
Cyprus Airways fut la plus grande compagnie aérienne chypriote. Elle cessa ses activités le 9 janvier 2015, à la suite de la conclusion de la Commission européenne au regard des aides de l'État. Détenue à 69,62 % par le gouvernement chypriote et à 30,38 % par des investisseurs privés, elle employait plus de 1 220 personnes. 
En juillet 2014, le gouvernement chypriote avait annoncé l'ouverture d'une procédure de privatisation de la compagnie, avec la suppression de 500 personnels ainsi que la vente de certains appareils. Cependant, cette proposition ne put obtenir aucun candidat.

## Histoire

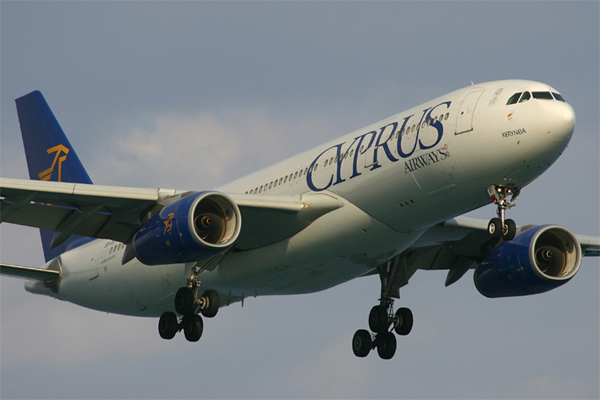
Ancien appareil exploité par Cyprus Airways, A330.

Cyprus Airways a été créée le 24 septembre 1947 en tant que coentreprise entre le gouvernement chypriote, la BEA (British European Airways) et des investisseurs privés. Le premier vol de la compagnie fut opéré le 18 avril 1948 par un Douglas DC-3 sur des routes régionales au départ de Nicosie. À partir du 18 avril 1983, la compagnie effectua des vols charter avec des Vickers Viscount  à destination d'Athènes. BEA reprit les opérations de Cyprus Airways le 26 janvier 1958.
Le premier Hawker-Siddeley Trident a fait son apparition en 1969. Au total, Cyprus Airways a utilisé cinq appareils de ce type, dont trois achetés à la BEA. Toutefois, 2 appareils ont été détruits durant l'invasion de Chypre par les forces aériennes turques lors d'une attaque de l'aéroport de Nicosie en juillet 1974 et les 3 autres ont été abandonnés.
Toutes les activités de la compagnie furent alors suspendues jusqu'au 8 février 1975, lorsque les vols au départ de Larnaca reprirent, mais avec une intensité moindre.

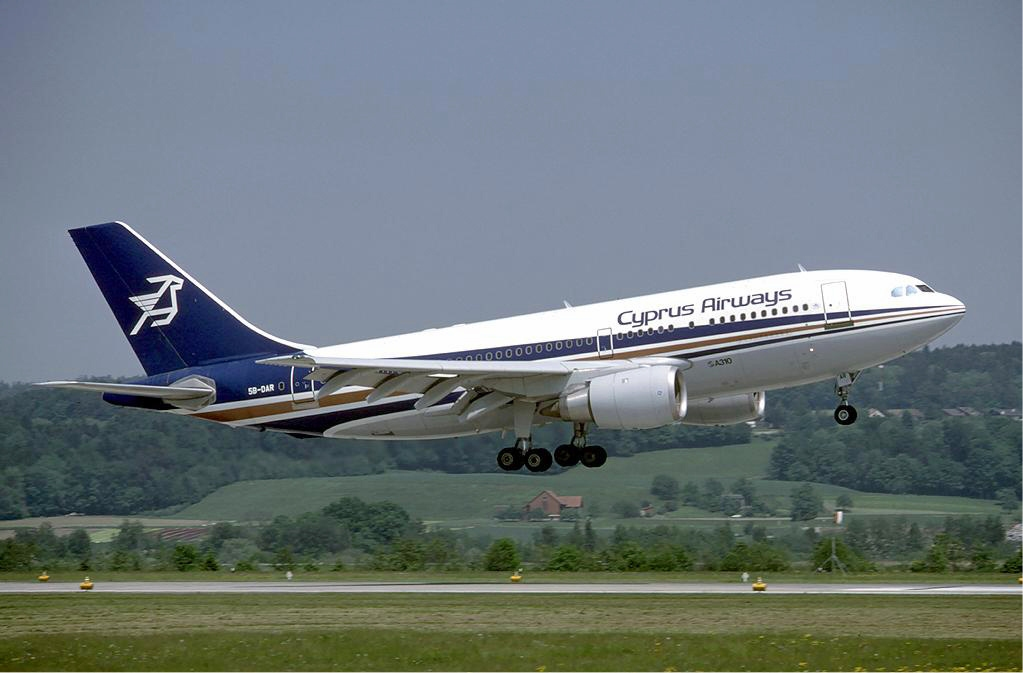
Premier appareil d'Airbus adopté par Cyprus Airways, A310-203 (1985, Zurich).

Celle-ci devint l'un des clients les plus anciens d'Airbus. En effet, dans les années 1980, elle exploitait d'abord quatre exemplaires de l'A310-203. Puis, ces appareils furent remplacés par des exemplaires de la famille de l'A320, plus modernes.
En 1992, la compagnie créa sa filiale charter Eurocypria Airlines, qu'elle détenait à 100 %. Elle créa ensuite Hellas Jet à Athènes en 2002, qu'elle détenait à 75 %.
le 9 janvier 2015, La Commission européenne a ordonné à la compagnie aérienne de rembourser plus de 65 millions d'euros d'aides reçus de Nicosie. Le gouvernement chypriote met fin avec effet immédiat aux activités de la société.

## Flotte
Au 14 septembre 2024, la flotte de Cyprus Airways était composée de  :
| Type            | nombre : | commandes : |
| --------------- | -------- | --- |
| Airbus A320-200 | 2        | _ |
| Airbus A220-300 | 2        | Cyprus Airways a initialement prévu de commander 12 Airbus A220-300. Cependant, en raison de problèmes persistants avec les moteurs Pratt & Whitney, ils ont temporairement suspendu ces plans. |
| total :         | 5        | |

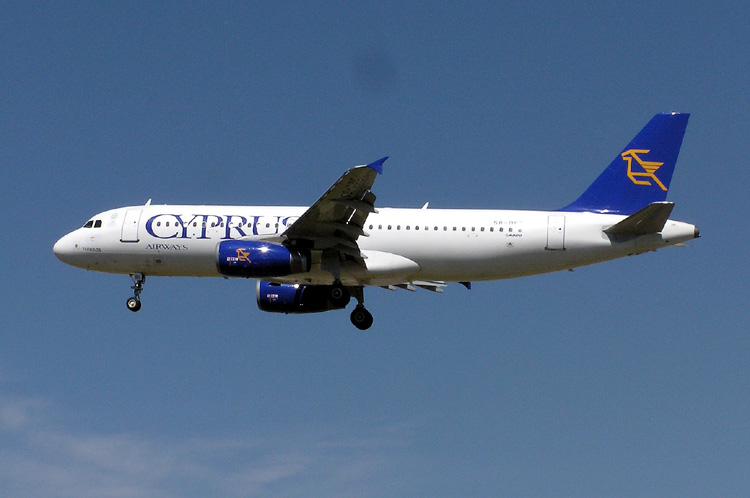
Cet appareil, 5B-DBC (A320-231), dut quitter la flotte, avant la cession d'exploitation de la compagnie. (2004, Londres).

À partir du 11 janvier 2015, la plupart des appareils furent transférés à St Athan au pays de Galles (DGX) pour le stockage. 
Donc, il est quasiment impossible de rétablir l'exploitation.

## Destinations
- Amman
- Amsterdam
- Athènes
- Bahreïn
- Beyrouth
- Birmingham
- Londres
- Manchester
- Damas
- Paris
- Rome
- Tel Aviv-Jaffa
- Toulouse
- Thessalonique
- Vienne
- Zurich